# На Луну с пересадкой
«На Луну с пересадкой» — советский детский художественный фильм, снятый в 1934 году.
Вышел на экраны 20 февраля 1935 года.

## Сюжет
Колхозные школьники увлекаются авиамоделизмом. Один из них, пионер Лёня, сумел сконструировать модель межпланетной ракеты. Ночью ребята запускают её к Луне.
Утром колхозники нашли её в поле. Начальник политодела объяснил, что без учёбы на Луну не полетишь. Он стал помогать мальчикам в работе над планером. В село прилетела лётчица Наташа, сестра начальника политотдела. Она помогла усовершенствовать конструкцию планера.
Лёня тайком прицепил планер к самолёту Наташи. При взлёте произошла авария и Лёня попал в больницу.
Через несколько недель Лёня получил письмо от Наташи с информацией о том, что осенью в Крыму пройдут Всесоюзные соревнования юных планеристов. Лёня поехал на них и занял одно из первых мест.

## В ролях
- Леонид Глебов — Лёня
- Александр Брянцев — врач
- Наталья Ростова — мать Лёни
- Иван Савельев — начальник политотдела МТС
- Евгения Пырялова — лётчица Наташа
- Ирина Федотова — почтальон
- Нина Латонина — медсестра
- Ольга Курносова — Оля
- Михаил Фадеев — Мишка
- Пётр Куликов — Петя

## Съёмочная группа
- Автор сценария: Александр Пантелеев
- Режиссёр: Николай Лебедев
- Оператор: Василий Симбирцев
- Художник: Абрам Векслер

## Оценки фильма
Киновед Кира Парамонова писала, что «автор сценария А. Пантелеев и режиссёр делают всё, чтобы воссоздать правдивую атмосферу, показать всё так, как и происходит в жизни». «Немаловажно и то, — писала она, — что авторы стремились связать фантазию детей с реальными событиями».